# 海にいるのは…
『海にいるのは…』（うみにいるのは）は、大島弓子による日本の漫画作品、およびそれを中心とした作品集。表題作は『別冊少女コミック』（小学館）1974年7月号に掲載された。
出版社に近い旅館に軟禁状態（カンヅメ）で描かされた作品であり、同じ境遇にあった萩尾望都が大島弓子の原稿の背景を手伝ったことで知られている。主人公の「アレクサンダー」は作者のお気に入りの名前である。

## あらすじ
1941年のアメリカでの出来事。アレクサンダーは養い先の娘であるヒルデガードから、自分のことを愛しているかと尋ねられる。アレクサンダーは血のつながったきょうだいのように彼女を愛しているという返事をするが、その途端、ヒルデガードの態度がかわり、プレイボーイで有名なリンゴとデートを繰り返すようになる。同じころ、アレクサンダーは彼に興味を抱いた謎の紳士に出会う。アレクサンダーは自分の理想の女性像をその紳士に語るが、紳士はそんな存在は海の底にしかいない、と断言する。

## 登場人物
アレクサンダー
主人公で15歳。9月にはニュージャージー州のハイスクールに入学する予定。 ヒルダのことを妹のようなものとしか見ておらず、リンゴと付き合い出してからの変貌ぶりに驚いている。自分に近づいてきたジェントルマンのことも気が変なのではないか、と思っている。理想の女性は、豊かなブロンドの髪を持ち、暖かい大地の色をした目を持つ人。
ヒルデガード・フランクリン / ヒルダ
アレクサンダーの養家である、フランクリン先生の一人娘。アレクサンダーに告白後、リンゴと遊び惚けるようになり、課題のレポートをアレクサンダーに頼むようになる。雨の中、アレクサンダーを待ち続けて、風邪をひく。深夜まで遊び歩いているとアレクサンダーには嘘をついていた。
リンゴ・スターキング
アレクサンダーのクラスメイト。毎年、わずかな点数のために落第し、卒業できないでいる。ヒルダのほかにクラブのホステスともつきあっている。ヒルダを夜遅くまで連れ回しているかに見えたが、実は雨が降る前にヒルダを家に送り届けていた。
ジェントルマン / オーガスティン
登校中のアレクサンダーにぶつかったことで、彼と知り合う。ホテル暮らし。海で仕事をしており、たまたま休暇中で陸に上がっているだけだという。亡くなっている娼婦の恋人のことを懐かしんでいる。物語の途中でひげを剃る。
フランクリン先生
ヒルダの父親で、アレクサンダーの養い親。娘の非行については、知らされていなかったため、真相を知るやいなや娘に激怒する。
アリス
オーガスティンの恋人で、故人。

## 解説
- 斎藤次郎は、大島弓子は気づくか気づかない位のかすかな愛の予感を大切にする作家であろうと述べ、この作品の主人公、アレクサンダーの憧れの女性は母親の記憶であったが、彼がその絵をオーガスティンの部屋で見た一瞬ののちに、同居し、きょうだいのように育ったヒルダを抱きしめているところに、彼の魂の中で、憧れの女性（すなわち母親）とヒルダが合一していたのではないか、と述べている。人を愛することは、自分の心の中に、広い世界に向かってあふれ出ようとする愛を予感することであり、その対象はいつでも、どこでも、わたしたちの前に立っているのだ、眼を逸らさないで自分自身を直視することが大切だと、作者の大島弓子は語りかけている、という[4]。

## 同時収録作品(小学館文庫)

### ミモザ館でつかまえて
『週刊マーガレット』（集英社）1973年12号に掲載。

### ジョカへ…
『別冊少女コミック』（小学館）1973年4月号・7月号・9月号に分載。

## 単行本
- 『ジョカへ……』 小学館 （フラワーコミックス）、全1巻（1975年8月1日刊）
  - 収録作品 -『ジョカへ……』・『海にいるのは…』・『ほうせんか・ぱん』
- 『大島弓子名作集』朝日ソノラマ（1977年5月25日刊）
  - 収録作品 -『夏の夜の夢』・『野イバラ荘園』・『ほたるの泉』・『海にいるのは…』・『花・花!ピーピー草…花!』・『ほうせんか・ぱん』・『キララ星人応答せよ』・『すべて緑になる日まで』・『ユーミン』・『ジョカヘ……』・『ミモザ館でつかまえて』
- 『海にいるのは…』 小学館（小学館文庫）（1978年3月20日刊）
  - 収録作品 -『海にいるのは…』・『ミモザ館でつかまえて』・『ジョカへ…』
- 『大島弓子選集第4巻  ほうせんか・ぱん』朝日ソノラマ（1986年2月28日刊）
  - 収録作品 -『海にいるのは…』・『ほうせんか・ぱん』・『ほたるの泉』・『銀の実を食べた』・『わがソドムへどうぞ』・『F式蘭丸』・『10月はふたつある』・『リベルテ144時間』・『ヨハネがすき』
- 『ほうせんか・ぱん』白泉社、白泉社文庫（2001年12月1日刊）
  - 収録作品 -『海にいるのは…』・『ほうせんか・ぱん』・『ほたるの泉』・『銀の実を食べた』・『わがソドムへどうぞ』・『まだ宵のくち』